# Alexis af Enehjelm

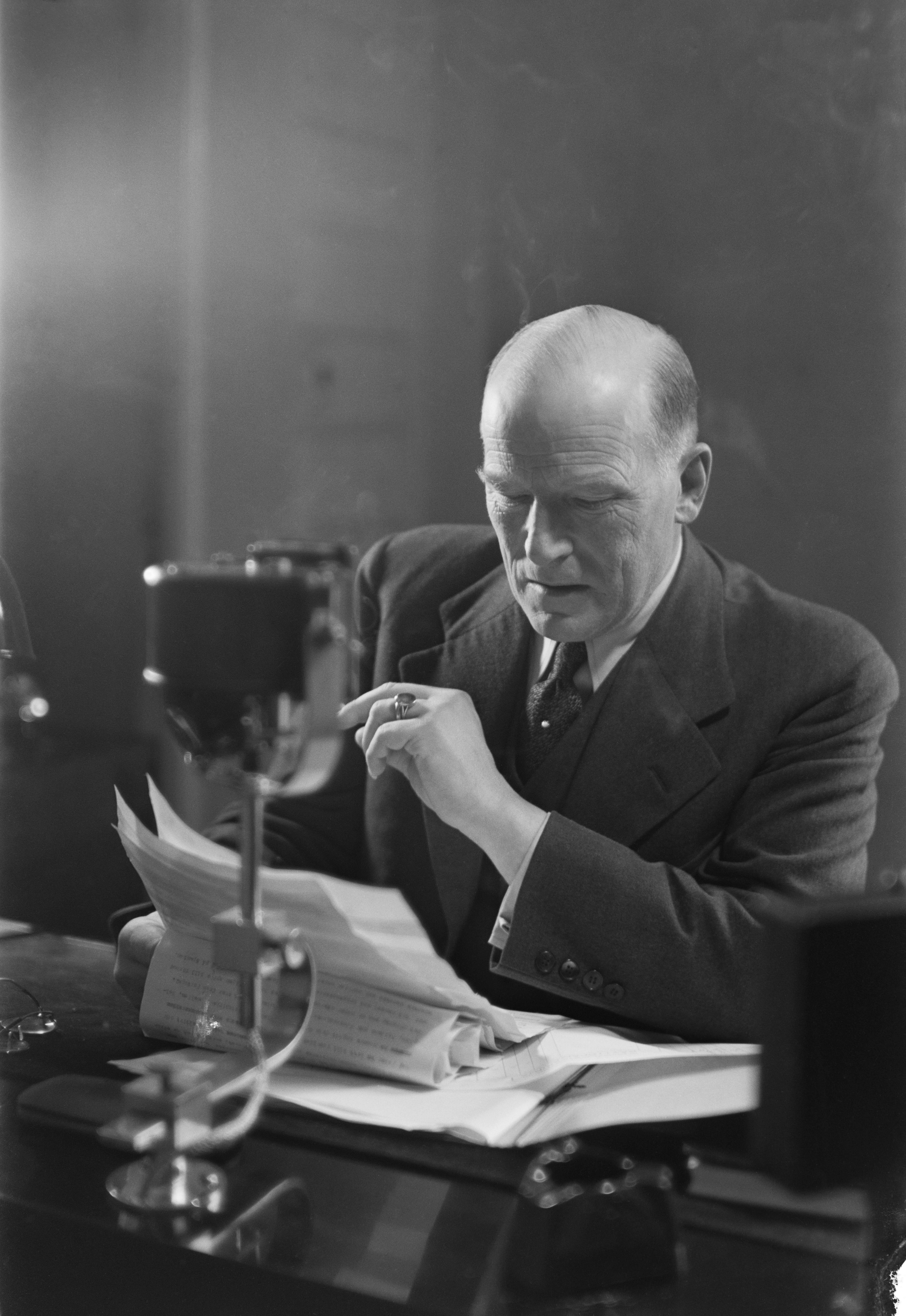
Alexis af Enehjelm.

Alexis Gustaf Maximilian af Enehjelm, född 2 oktober 1886 i Tavastehus, död 19 juli 1939 i Helsingfors, var en finländsk sångare.
Efter ett par års studier i filosofi och sociologi ägnade sig af Enehjelm åt sångstudier i München och Wien. Han framträdde som konsert-, oratorie- och operasångare samt hade engagemang vid finska operan i Helsingfors och vid operan i Darmstadt. 1914–18 var af Enehjelm lärare vid Helsingfors musikinstitut. 1925 blev han radioprogramchef i Helsingfors. Han har komponerat ett antal sånger och skrivit en novellsamling.